# رجیونال ایر
رجیونال ایر (به انگلیسی: Regional Air) یک شرکت هواپیمایی است که در تاریخ ۱۹۹۷ میلادی تأسیس شده است.
دفتر مرکزی رجیونال ایر در آروشا، تانزانیا واقع شده‌است و قطب این شرکت هواپیمایی در فرودگاه آروشا قرار دارد و به ۴ مقصد، پرواز مستقیم انجام می‌دهد.